# Langye Huijue
Langye Huijue (chiń. upr. 琅瑘慧觉; chiń. trad. 瑯瑘慧覺; pinyin Lángyé Huìjué; kor. 랑?혜각 Lang? Hyegak; jap. Rō? Ekaku; wiet. Lang Da Huèi Giác, zm. XI wiek) – chiński mistrz chan ze szkoły linji. Znany był także jako Kaihua Guangzhao.

## Życiorys
Pochodził z Xiluo. Jego ojciec był gubernatorem miasta Hengyang na południu prowincji Hunan. Po śmierci ojca, aby wypełnić zobowiązania synowskie, Langye zawiózł trumnę do ich rodzinnego domu. Podczas mijania Lizhou Langye wspiął się na szczyt góry Yao, aby zobaczyć tam stary klasztor. Był bardzo zaskoczony tym, ze wszystko wydawało mu się znajome, tak jakby już tam kiedyś mieszkał. Z tego powodu opuścił dom rodzinny i został mnichem.
Studiował chan u mistrza Fenyanga Shanzhao i został jego spadkobiercą. Później przebywał w Chuzhou w prowincji Anhui, gdzie szerzył nauki szkoły linji. Jego nauczanie razem z nauczaniem współczesnego mistrza chan Xuedou Chongxiana nazywano „dwoma bramami słodkiej rosy”
Mnich spytał Langye: „Kim jest Budda?”
Langye powiedział: „Miedziana głowa, żelazne czoło.”
Mnich powiedział: „Co to znaczy?”
Langye powiedział: „Ptak dziobie, ryba ma skrzela”.
Mnich spytał: „Jak to było zanim lotos wynurzył się z wody?”
Langye powiedział: „Kot nosi papierowy kapelusz”.
Mnich spytał: „Ale co z lotosem, który wynurzył się z wody?”
Langye powiedział: „Pies ucieka, gdy widzi bicz”.
Pewnego dnia Langye wszedł do sali i przemówił do mnichów: „Słuchacie o oświeceniu i mądrości, są one przyczyną życia i śmierci. Słuchanie o oświeceniu i mądrości jest samo korzeniem wyzwolenia. Jest to jak lew miotający się w każdym kierunku bez miejsca do życia. Jeśli nie rozumiecie, nie pozwólcie sobie na porzucenie starego Siakjamuniego! Hej!”

## Linia przekazu Dharmy zen
Pierwsza liczba oznacza liczbę pokoleń mistrzów od 1 Patriarchy indyjskiego Mahakaśjapy.
Druga liczba oznacza liczbę pokoleń od 28/1 Bodhidharmy, 28 Patriarchy Indii i 1 Patriarchy Chin.
- 38/11. Linji Yixuan (zm. 866) Szkoła linji
  - 39/12. Xinghua Cunjiang (830–925)
    - 40/13. Nanyuan Huiyong (860–930)
      - 41/14. Fengxue Yanzhao (896–973)
        - 42/15. Shoushan Xingnian (926–993)
          - 43/16. Fenyang Shanzhao (947–1024)
            - 44/17. Dadao Guquan (zm. ok. 1060)
            - 44/17. Dongshan Shouzhi (zm. 1056)
            - 44/17. Dayu Shouzhi (bd) (także Cuiyan Shouzhi)
              - 45/18. Yunfeng Wenyue (998–1062)

            - 44/17. Langye Huijue (bd)
              - 45/18. Changshui Zixuan (zm. 1038)
                - 46/19. Dagui Muzhe (zm. 1095)

            - 44/17. Ciming Chuyuan (987–1040) (także Shishuang i Nanyuan)
              - 45/18. Yangqi Fanghui (992–1049) frakcja yangqi
              - 45/18. Cuiyan Kezhen (zm. 1064)
                - 46/19. Dagui Muzhe (zm. 1132)

              - 45/18. Huanglong Huinan (1002–1069) frakcja huanglong